# 五星街道 (信阳市)
五星街道，是中华人民共和国河南省信阳市浉河区下辖的一个乡镇级行政单位。

## 行政区划
五星街道下辖以下地区：
河南路社区、宝石桥社区、红星村、大拱桥村、平西村、七里棚村、琵琶山村和马鞍村。